# CH2M Hill
CH2M Hill Companies, Ltd. är ett amerikanskt multinationellt anställds-ägd infrastrukturföretag som konsulterar, designar och bygger infrastrukturprojekt åt kommersiella och myndighetskunder världen över. De är involverade i projekt som berör energi, industri, kärnkraft, miljö, städer, transport och vatten.
Företaget grundades 1946 i Corvallis i Oregon av professorn Fred Merryfield, som var anställd hos Oregon State University, och tre av hans studenter Holly Cornell, Thomas Burke Hayes och James Howland, företaget fick namnet "CH2M" efter första bokstäverna i grundarnas efternamn, Cornell, Howland, Hayes (H2) och Merryfield. 1971 blev Clair A. Hill and associaties fusionerad med CH2M och det kombinerade företaget fick sitt nuvarande namn.
För 2015 hade de en omsättning på nästan $5,4 miljarder och en personalstyrka på omkring 24 000 anställda. Deras huvudkontor ligger i Englewood i Colorado.